# Rhinolophus smithersi
Rhinolophus smithersi és una espècie de ratpenat de la família dels rinolòfids. Viu a Sud-àfrica i Zimbàbue. Té els avantbraços de 60,7 mm. Com que fou descoberta fa poc, l'estat de conservació d'aquesta espècie encara no ha estat avaluat formalment. L'espècie fou anomenada en honor del mastòleg Reay Henry Noble Smithers.